# Acer douglasii
Acer douglasii é uma espécie de árvore do gênero Acer, pertencente à família Aceraceae.